# Niloofar Rahmani
Niloofar Rahmani, pers. نیلوفر رحمانی (ur. 1992 w Kabulu) – afgańska lotniczka, pierwsza w historii Afganistanu kobieta pełniąca służbę pilota wojskowego, laureatka International Women of Courage Award (2015).

## Życiorys
Urodziła się w Kabulu. Od dzieciństwa marzyła o tym by zostać pilotem. Pierwszy samodzielny lot odbyła samolotem Cessna 182. W 2010 znalazła się na liście kandydatów na pilotów wojskowych, kształcących się pod kierunkiem pilotów amerykańskich. Po ukończeniu szkolenia w lipcu 2012 otrzymała awans na podporucznika i została przydzielona do jednostki transportowej, latającej na samolotach C-208. Mimo wyraźnego zakazu przewożenia rannych i zabitych przez samoloty służące do transportu towarów, Rahmani z własnej woli zaangażowała się w pomoc rannym żołnierzom w czasie jednej z misji transportowych. Rannych dostarczyła do szpitala, za naruszenie regulaminu nie została ukarana.
Kiedy informacje o afgańskiej pilotce pojawiły się w prasie, rodzina Rahmani zaczęła otrzymywać pogróżki od talibów, co zmusiło ją do wielokrotnej zmiany miejsca zamieszkania. Mimo zagrożenia, Rahmani kontynuowała karierę wojskową, a jako instruktor latania, stawała się inspiracją dla innych kobiet w Afganistanie. W latach 2015–2016 przeszła szkolenie na samolotach C-130 Hercules, uzyskując stopień kapitana. W konsekwencji zwróciła się z prośbą do władz amerykańskich o udzielenie jej azylu politycznego. W jej przekonaniu noszenie przez nią munduru spotyka się z wrogością w jej ojczystym kraju. Azyl uzyskała w kwietniu 2018. 

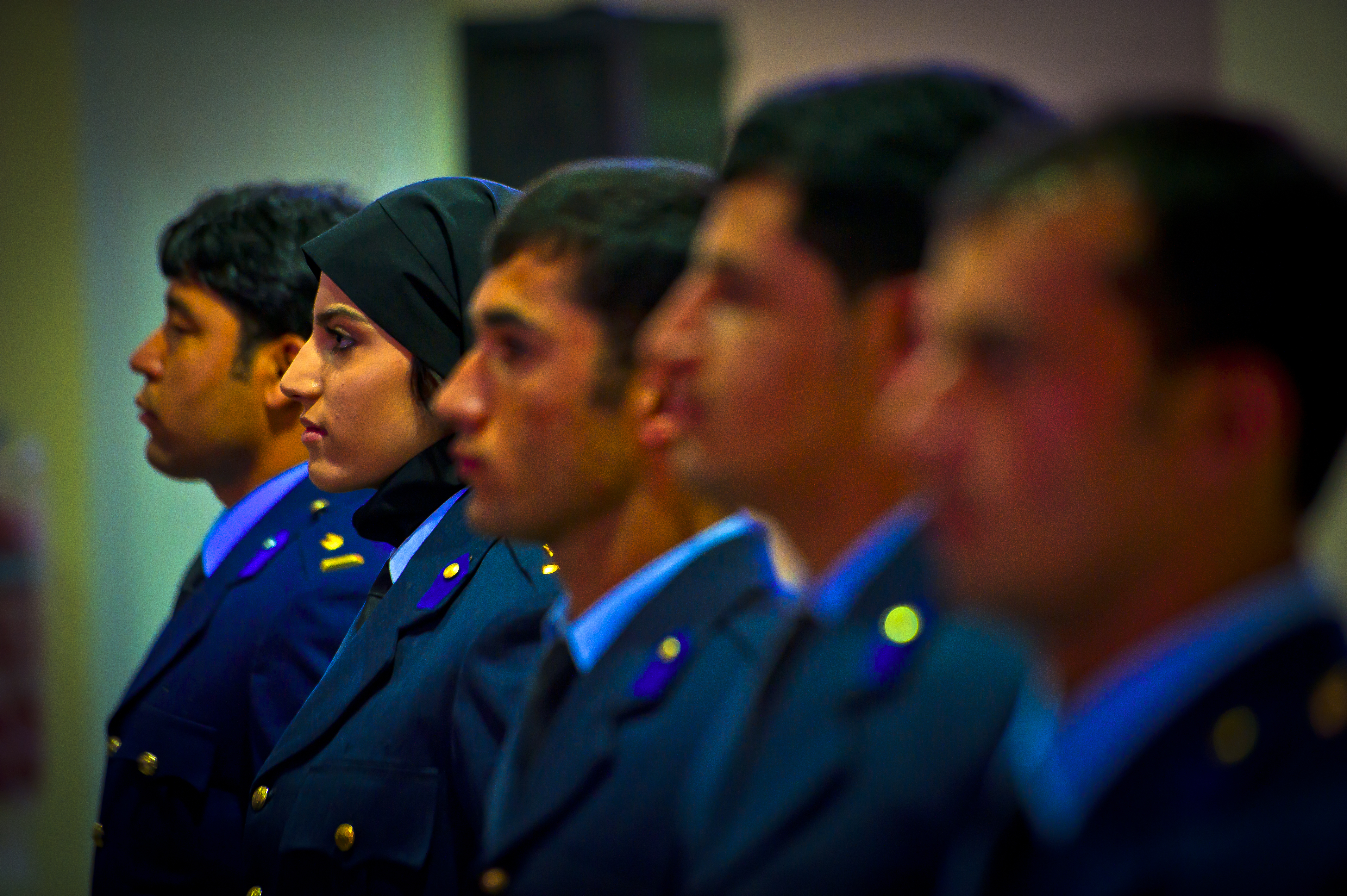
Promocja oficerska Niloofar Rahmani w bazie lotniczej Shindand

W 2015 została uhonorowana nagrodą International Women of Courage Award. W 2021 opublikowała autobiografię p.t. Open Skies: My Life as Afghanistan's First Female Pilot.